# Sumatraelefant
Sumatraelefanten  (Elephas maximus sumatranus) er en af tre anerkendte underarter af den asiatiske elefant, og er hjemmehørende på øen  Sumatra i Indonesien. I januar 2011 blev den rykket fra "truede dyrearter" til "kritisk truede dyrearter" på IUCNs rødliste, da bestanden er anslået til at være faldet med mindst 80 % i løbet af de seneste omkring 75 år. Underarten er i høj grad truet af blandt andet tab af levesteder og krybskytteri. Over 69% af potentielle elefantlevesteder er gået tabt inden for de sidste 25 år. Meget af det resterende skovdække er i blokke mindre end 250 km2, hvilket er for småt til at være et optimalt levested for elefanter.

## Udseende
Generelt er asiatiske elefanter mindre end afrikanske elefanter og det højeste punkt på deres krop er på hovedet. Spidsen af dens snabel kan den bruge lidt på samme måde som hænder og fingre. Dens ryg er enten konveks eller plan. Hunnerne er normalt mindre end hannerne og har korte eller ingen stødtænder.
Sumatraelefanter har en skulderhøjde på mellem 2 og 3,2 m , vejer mellem 2.000 og 4.000 kg og har 20 par ribben. Dens hudfarve er lysere end den Srilankanske elefant og den indiske elefant.

## Udbredelse
Sumatraelefanten lever udelukkende på øen Sumatra i Indonesien. Den var engang vidt udbredt på øen, hvor Riau-provinsen menes at have haft den største elefantbestand med over 1.600 individer i 1980'erne. I 1985 antydede en hurtig undersøgelse på hele øen, at der levede mellem 2.800 og 4.800 elefanter i alle otte fastlandsprovinser på Sumatra fordelt på 44 forskellige bestande. Tolv af disse bestande forekom i Lampung-provinsen, hvor kun tre bestande eksisterede i 2002 ifølge undersøgelser udført mellem september 2000 og marts 2002. I Bukit Barisan Selatan National Park blev elefantbestanden anslået til 498 individer, mens befolkningen i Way Kambas National Park blev anslået til 180 individer. Den tredje bestand i Gunung Rindingan-Way Waya-komplekset blev anset for at være for lille til at elefanterne kunne leve der på lang sigt.
I 2008 var elefanterne, i 23 af de 44 områder, der blev identificeret på Sumatra i 1985, lokalt uddøde, hvilket indikerer et meget betydeligt fald i antallet af sumatraelefanter. I 2008 var elefanten lokalt udryddet i Vestsumatra og i risiko for også at blive udryddet fra Nordsumatra. I Riau-provinsen overlevede kun omkring 350 af de tidligere 1.600 elefanter fordelt på ni separate områder.
Fra 2007 anslås antallet af sumatraelefanter til at være mellem 2.400 og 2.800 vilde individer, eksklusive elefanter i i 25 beskyttede reservater på tværs af øen. Mere end 85% af sumatraelefanters levesteder er uden for beskyttede områder.
I Aceh foretrak sumatraelefantflokke, som man havde udstyret med radiohalsbånd, områder i tætte naturskove i flod- og bjergdale i en højde under 200 m. derfra flyttede de ind i heterogene skove og skaffede føde nær menneskelig bebyggelse hovedsageligt om natten.

## Levevis og reproduktion
Hunnerne hos sumatraelefanter holder op med at formere sig efter de er omkring 60 år gamle. Dens maksimale levetid i naturen er omkring 60 år, men hunelefanter i fangenskab har overlevet indtil 75 år, mens hanner har overlevet 60 år. De føder mest om natten, og en fødsel varer omkring 10 sekunder. Kalven er i stand til at stå selv efter 10 til 30 minutter.
Hunelefanter udvikler sig hurtigere end hanelefanter, og når dermed deres fulde størrelse før hanelefanterne. Dog vokser hanelefanter sig større en hunnerne og fortsætter med at vokse, efterhånden som de bliver ældre.

## Trusler
På grund af menneskelig fældning af skov og opbyggelse af landsbyer, landbrugsområder og plantager har mange sumatraelefanter mistet deres levesteder. Som følger af dette er mange elefanter blevet fjernet fra naturen eller direkte dræbt. Derudover er sumatraelefanter også mål for krybskytteri for deres elfenben. Mellem 1985 og 2007 døde 50% af sumatraelefanterne. Mellem 1980 og 2005 gik 69% af de potentielle elefantlevesteder tabt inden for blot én elefantgeneration, og det er stadig usikkert præcist hvad der forårsagede dette tab af levesteder. Der er klare beviser fra provinserne, Riau og Lampung, som viser, at hele elefantflokke er forsvundet som følge af tab af levesteder. Reduktionen af elefanternes levesteder, grundet ulovlig omstilling af området til landbrug, fortsætter stadig.
Mellem 2012 og 2015 blev 36 elefanter fundet døde i Aceh-provinsen på grund af forgiftning, elektrisk stød og fælder. De fleste døde elefanter blev fundet nær palmeolieplantager. Naturfredningsfolk antager, at sumatraelefanter kan blive udryddet på mindre end ti år, hvis krybskytteri ikke stoppes.
Sumatraelefanter foretrækker områder i lav højde med blide skråninger, inklusive dem langs floder og bjergdale. Det er ofte de samme områder som mennesker foretrækker, hvilket resulterer i sammenstød mellem elefanter og mennesker Disse sammenstød fører ofte til tab af elefantliv eller -levesteder. Afgrødebeskyttelse i disse områder, involverer hovedsageligt at jage elefanter ud af afgrødemarker og at forsøge at flytte dem dybere ind i skoven væk fra afgrøderne, hvilket begrænser elefanternes levesteder og muligheder for at finde føde.

## Bevarelse
Sumatraelefanten er opført på Washington-konventionens appendiks 1. De er desuden beskyttet under indonesisk lov.
I 2004 blev Tesso Nilo National Park etableret i Riau-provinsen for at beskytte sumatraelefantens levested. Denne skov er et af de sidste områder, der er store nok til at opretholde en levedygtig bestand af elefanter.
Mellem 1986 og 1995 blev 520 vilde elefanter fanget og holdt i seks elefanttræningscentre, hvor elefanterne blev tæmmet, så de kunne bruges til nyttigt arbejde, i stedet for at de eksempelvis skulle ødelægge menneskers afgrøder. Disse attraktioner blev etableret i 1986 i provinserne Lampung, Aceh, Bengkulu, Riau, Nord- og Sydsumatra. Indfangning af vilde elefanter blev stoppet i 1999, da vedligeholdelsen af elefanter i fangenskab blev for dyrt, og fordi nogle af centrene var overfyldte. Ved udgangen af 2000 var der 391 elefanter i centrene, og nogle få flere i zoologiske haver, safariparker og turistområder.